# Coendou vossi
Coendou vossi — вид ссавців родини голкошерстових (Erethizontidae). Ареал: Колумбія.
Зразки Coendou vossi походять із вологих і сухих лісів міжандської долини Магдалена та Карибського басейну.